# Манбан
Манбан (кор. 만방) — це серія державних цифрових медіаплеєрів, випущених Корейським центральним телерадіокомітетом Північної Кореї, які надають доступ до контенту у вигляді каналів. Назва походить від корейського слова 만방 (manbang), що означає «скрізь» або «в будь-якому напрямку», передаючи характер послуги «на вимогу», створеної у відповідь на такі потокові платформи, як Netflix і Roku на Заході, та популярність плеєрів Notel китайського виробництва в Північній Кореї.Через ізоляціонізм Північної Кореї користувачі підключаються до послуги не через інтернет, а через контрольовану державою інтрамережу, використовуючи протокол IPTV.

## Контент
Повідомляється, що на додачу до потокового відео, Manbang пропонує глядачам можливість дивитися прямі трансляції щонайменше 5 каналів:
| # | Канал                                       | Корейська назва  |
| - | ------------------------------------------- | ---------------- |
| 1 | Корейське центральне телебачення            | 조선중앙텔레비죤 |
| 2 | Телебачення Мансудае                        | 만수대텔레비죤   |
| 3 | Телебачення Рьоннамсан                      | 룡남산텔레비죤   |
| 4 | Спортивне телебачення                       | 체육텔레비죤     |
| 5 | Корейська центральна телерадіомовна станція | 중앙방송         |

Користувачі також можуть знайти політичну інформацію про Верховного лідера та ідеологію чучхе, прочитати статті з газети «Родонг сінмун» та Корейського центрального інформаційного агентства (КЦІА).
Послуги з навчання робітників для північнокорейських підприємств також доступні через сервіс Manbang.

## Доступність
За даними Корейського центрального телебачення (КЦТБ), глядачі можуть користуватися послугою не лише в Пхеньяні, але й у Сарівоні та Сінийджу — регіоні, де, за даними КЦТБ, попит на обладнання є особливо високим і налічує кілька сотень користувачів.